# Şafā Rīz
Şafā Rīz (persiska: صفا ريز) är en ort i Iran.   Den ligger i provinsen Hamadan, i den nordvästra delen av landet, 280 km väster om huvudstaden Teheran. Şafā Rīz ligger 1 864 meter över havet och antalet invånare är 500.
Terrängen runt Şafā Rīz är lite kuperad.Runt Şafā Rīz är det ganska tätbefolkat, med 75 invånare per kvadratkilometer. Närmaste större samhälle är Shīrīn Sū, 16,2 km nordost om Şafā Rīz. Trakten runt Şafā Rīz består i huvudsak av gräsmarker.